# Bauler, Ahrweiler
Bauler là một xã thuộc huyện Ahrweiler, trong bang Rheinland-Pfalz, phía tây nước Đức. Xã Bauler, Ahrweiler có diện tích km², dân số thời điểm ngày 31 tháng 12 năm 2006 là người.